# Герстгофен
Герстгофен (нім. Gersthofen) — місто в Німеччині, знаходиться в землі Баварія. Підпорядковується адміністративному округу Швабія. Входить до складу району Аугсбург.
Площа — 33,95 км2. Населення становить 22 602 ос. (станом на 31 грудня 2020).